# Djegui Bathily
Djegui Bathily (ur. 25 lutego 1977) – senegalski judoka. Olimpijczyk z Pekinu 2008, gdzie zajął 21. miejsce, w wadze ciężkiej.
Uczestnik mistrzostw świata w 2007. Zdobył dwa medale na igrzyskach afrykańskich w 2007. Brązowy medalista mistrzostw Afryki w 2008 roku.

## Letnie Igrzyska Olimpijskie 2008
| Konkurencja | Eliminacje               | Klas. końcowa |
| Konkurencja | Przeciwnik 1             | Miejsce       |
| ----------- | ------------------------ | ------------- |
| +100 kg     | Daniel McCormick (USA) P | 21.           |